# Koen Rozendaal
Koenraad (Koen) Rozendaal (Oud-Beijerland, 19 april 1911 – Overveen, 16 juli 1944) is een Nederlandse verzetsstrijder tijdens de Tweede Wereldoorlog en lid van de KP-Waterland.
Koen Rozendaal (‘Koen Visser’) werkt als tuindersknecht in Berkel. 
In 1943 duikt hij onder bij landbouwer Jan Ruijter in de Beemster. Hier komt hij in contact met enkele OD’ers. Als medewerker van de verzetsgroep rond E.B. Brune is hij later actief bij spionagewerk, diverse kraken (onder andere in Middenbeemster) en liquidaties. Daarnaast voorziet hij onderduikers van distributiebescheiden. 

## KP Waterland
Als leider van de in maart 1944 mede door hem opgerichte KP-Waterland, organiseert Rozendaal overvallen op het politiebureau en distributiekantoor van Edam, het distributiekantoor van Monnickendam en het postkantoor van Purmerend. Daarbij worden grote hoeveelheden bonkaarten buitgemaakt. Bij de overval op een politiepost aan de Amsterdamse Overtoom worden wapens bemachtigd. 
Op 4 april bevrijdt hij in Purmerend, samen met anderen, de gearresteerde LO'er P. Peek. Dit gaat gepaard met een hevig vuurgevecht. Peek wordt op dat moment naar het kantoor van de Sicherheitspolizei, in de Amsterdamse Euterpestraat overgebracht.

## Overval Huis van Bewaring Amsterdam
Op 1 mei neemt hij deel aan de door Gerrit van der Veen georganiseerde overval op het Huis van Bewaring aan de Weteringschans in Amsterdam. 

## Overval koepelgevangenis Arnhem
Begin 1944 heeft Rozendaal alles in het werk gesteld om de gearresteerde Brune uit De Koepel in Arnhem te bevrijden. Begin juli 1944 echter wordt hij verraden door Brune, die na zijn arrestatie en zware mishandeling voor de Sicherheitspolizei is gaan werken. Rozendaal wordt bij Heck’s Lunchroom op het Amsterdamse Rembrandtplein gearresteerd.

## Arrestatie en executie
Hij wordt opgesloten in het Huis van Bewaring aan de Weteringschans. Onder regie van Johannes Post en Hilbert van Dijk wordt op 14 juli een poging ondernomen om hem en andere verzetsstrijders te bevrijden. Door verraad mislukt deze overval op het Huis van Bewaring echter.
Op zondagmiddag 16 juli wordt Koen Rozendaal, samen met Johannes Post, Jan Niklaas Veldman, Willem Frederik Smit, Arie Stramrood en Jacques Stil, Nico Jonk, Rens Prins, Jacob Balder, Frits Boverhuis, Ernst Klijzing en Ferdinand Ploeger verzameld in het hoofdkwartier van de SD aan de Euterpestraat. Op brancards worden ook de gewonde Hilbert van Dijk en Cor ten Hoope aan de groep toegevoegd. Men wordt naar het duingebied in Overveen vervoerd. Daar worden allen door de Duitsers doodgeschoten. 
Betrokken bij deze executie is onder andere de 21-jarige Nederlandse SS'er Johan Willem Snoek. Hij vermoordt de mannen door ze door het achterhoofd te schieten.
De slachtoffers worden vervolgens in een massagraf in de duinen begraven. In de zomer van 1945 worden sommigen van hen, waaronder Koen Rozendaal, herbegraven op de erebegraafplaats Overveen in Bloemendaal.

## Eerbetoon
- Zijn naam staat vermeld op de Erelijst van Gevallenen 1940-1945.[2]
- Naar Koen Rozendaal is in Middenbeemster een straat vernoemd.